# Jacques Muglioni

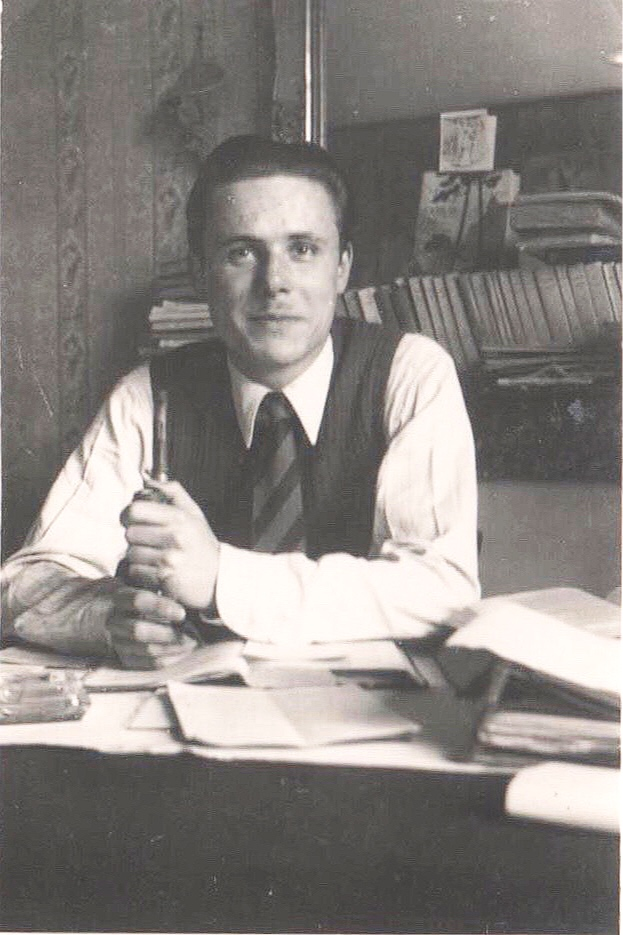

Jacques Muglioni est un philosophe français, né le 31 juillet 1921 à La Garenne-Colombes (Hauts-de-Seine) et mort le 22 janvier 1996.

## Biographie

### Jeunesse et formation
Jacques Muglioni, né le 31 juillet 1921 à La Garenne-Colombes, est le fils d'une fleuriste et de Xavier Muglioni, comptable et militant socialiste originaire de Bastia.
Il fait ses études secondaires au lycée Pasteur comme boursier jusqu’à la classe de philosophie. Son professeur est Georges Bastide. Jacques Muglioni se plaisait à dire que s’il avait eu Sartre comme professeur dans l’autre classe de philosophie de Pasteur, il aurait peut-être pris la voie du dessin – et en effet il a eu un accessit au concours général de dessin et n’a jamais cessé de peindre.

### Carrière universitaire
En 1941, il est reçu au CAEC de lettres et philosophie et est nommé à Charolles où il enseigne pendant toute la guerre, outre la philosophie, les lettres, le latin et le grec. Il y rencontre son épouse, Yvette Michel, professeur de mathématiques. Nommé au lycée Lamartine à Mâcon il est reçu à l’agrégation de 1948 (la même année que Louis Althusser, Gilbert Simondon, Gilles Deleuze, François Châtelet, Olivier Revault d'Allonnes). Il y est remarqué par Georges Canguilhem, inspecteur général. Il est nommé en 1955 au lycée Janson-de-Sailly, puis en hypokhâgne au lycée Pasteur et enfin en khâgne au lycée Henri-IV et devient inspecteur général en 1963. De 1963 à 1985, il est inspecteur général de philosophie et de 1971 à 1983, doyen de l'Inspection générale de philosophie. Alain Savary, ministre de l’Éducation, prit un décret interdisant qu’on puisse être doyen d’une inspection générale plus de 10 ans, afin de se débarrasser de Jacques Muglioni qui s’opposait à sa politique[réf. nécessaire].

## Militantisme
Il milite dans les mouvements anarchistes d’extrême gauche et quitte la SFIO lors de l’arrestation de Ben Bella en 1956 (son père mort en 1936 était militant de la SFIO avant 1914 à Bastia). Il milite avec Louis Lecoin, qui obtint en 1963 que l’objection de conscience soit reconnue par la loi. Il publie aux PUF en 1962 des morceaux choisis de Proudhon sous le titre Justice et liberté.

## Prises de position pédagogique
Jacques Muglioni défendait une conception exigeante et républicaine de l’enseignement : « l'école, c'est le lieu où l'on apprend ce que l'on ignore pour pouvoir, le moment venu, se passer de maîtres. » Il estimait que l'éducation ne doit pas se donner pour mission d'adapter les élèves à la société mais de leur fournir les outils intellectuels pour choisir la société dans laquelle ils souhaitent vivre. Méfiant à l'égard des effets de mode, il n'était pas favorable aux théories constructivistes et à la pédagogie par objectif.
En 1991, Régis Debray, qui a été son élève au lycée Janson-de-Sailly, lui a rendu hommage en avant-propos d’un ouvrage collectif de défense de sa conception de l’enseignement, dans son ouvrage Les Préaux de la République (Minerve, 1991) et lui consacre un chapitre dans Par amour de l’art (Gallimard, 1998) Dans L'Envers du tableau : quelle pédagogie pour quelle école ? Philippe Meirieu, tout en reconnaissant la valeur de l'idéal exprimé par Jacques Muglioni, s'interroge de façon critique sur le primat de l'intelligence rationnelle et se réfère plus volontiers à l'éthique levinassienne. Jacques Muglioni disait ses conceptions totalement incompatibles avec celles de Philippe Meirieu et des pédagogistes.

## Publications
Par ordre chronologique de rédaction : 
- Passions, vices et vertus (textes choisis et présentés), coll. « Textes et documents philosophiques » dirigée par Georges Canguilhem, Paris : Hachette, 1955.
- Cours de philosophie de J. Muglioni (1956-57) édité par François Ribes, Paris : CNDP, 1999.
- « La fin de l’école », dans la Revue de l'enseignement philosophique, 31e année, no 1, octobre-novembre 1980
- Philosophie, école, même combat (ouvrage collectif), Paris : PUF, 1984.
- « La gauche et l’école », dans Le Débat, mars-avril 1991, no 64
- « La leçon de philosophie », dans Philosophie, no 1, Bulletin de Liaison des professeurs de philosophie de l’académie de Versailles, CRDP, septembre 1992, p. 25-37
- L'École ou le loisir de penser, CNDP, 1993, réédité chez Minerve, novembre 2017[6]
- Auguste Comte, un philosophe pour notre temps, Paris : Kimé, 1995.
- « Auguste Comte (1798-1857) », dans Perspectives : revue trimestrielle d’éducation comparée, vol. XXVI, no 1, mars 1996, p. 221-234